# Oh Kyu-won
Dans ce nom coréen, le nom de famille, Oh, précède le nom personnel.
Oh Kyu-weon, né Oh Kyu-ok le 29 décembre 1941 à Miryang, province de Gyeongsang du Sud, mort le 2 février 2007, est un écrivain sud-coréen. 

## Biographie
Oh Kyu-weon est diplômé en droit de l'université Dong-a. Il fut président de la maison d'édition Munjangsa et professeur dans le département d'écriture créative à l'Institut des Arts de Séoul.

## Œuvre
La langue d'Oh Kyu-weon dans ses premiers poèmes est teintée d'ironie, de traits piquants et parfois critiques envers la société consumériste et capitaliste. Son objectif est de décomposer les formes d'écriture classique de la poésie coréenne :  il détricote à travers ses écrits les formes poétiques les plus traditionnelles pour en créer de nouvelles. À travers cette restructuration des mots et des images du quotidien, il tend à produire « l'inconscient de la modernité ». Il s'attache à révéler le quotidien de ses contemporains, des épisodes de la vie quotidienne que chacun pourrait considérer comme anodins mais qu'il tend à transcender et à conceptualiser. À travers un discours ironique, Il pointe également les travers et les idéaux chimériques des nouveaux petits riches de la société capitaliste, en particulier dans des pays comme la Corée qui s'est développée de manière extrêmement rapide. 
À travers des dualités comme la vie et la mort, ce qui est mobile et immobile, il essaie d'apporter un regard nouveau dans la poésie coréenne, un point de vue parfois qualifié de brechtien.
Il a reçu plusieurs prix littéraire durant sa vie, notamment le prix littéraire Yeonam, le prix des arts et de la culture du gouvernement coréen, le prix littéraire Yi Sang et le prix de littérature contemporaine (Hyundae Munhak).